# Sempan
Sempan is een bestuurslaag in het regentschap Bangka van de provincie Bangka-Belitung, Indonesië. Sempan telt 3288 inwoners (volkstelling 2010).